# Lukios Kalbenos Tauros
Lukios Kalbenos Tauros (altgriechisch Λούκιος Καλβῆνος Ταῦρος, lateinisch Lucius Calvenus Taurus oder nach anderer Überlieferung Calvisius Taurus; * um 105) war ein griechischer Philosoph (Platoniker). Er leitete eine philosophische Schule in Athen. Seine Lehre wird dem Mittelplatonismus zugeordnet.

## Leben
Tauros stammte aus Berytos (Beirut). Nach der Chronik des Hieronymus erreichte er seine akmḗ (Ende des vierten Lebensjahrzehnts) im Jahr 145; demnach wurde er um 105 geboren. Er lebte in Athen, wo er eine platonische Schule in der Tradition der Akademie Platons leitete. Dabei handelte es sich aber nicht, wie man früher meinte, um die Akademie selbst; diese hatte schon im 1. Jahrhundert v. Chr. zu bestehen aufgehört. Vielmehr war es eine Privatschule; Tauros unterrichtete in seinem Privathaus. Offenbar war er damals der bedeutendste Lehrer des Platonismus in Athen. Von seinen Schülern sind nur zwei namentlich bekannt: der Politiker und Mäzen Herodes Atticus und der Schriftsteller Aulus Gellius. Gellius begleitete Tauros auf einer Reise nach Delphi, wo sie als Zuschauer an den Pythischen Spielen teilnahmen. Diese Reise wurde in der älteren Forschung oft ins Jahr 163 gesetzt; nach heutigem Forschungsstand ist die Datierung aber unsicher. In Delphi erhielt Tauros ehrenhalber das Bürgerrecht für sich und seine Kinder und wurde durch eine Ehreninschrift ausgezeichnet. Über den Tod des Philosophen ist nichts bekannt.
Gellius ist eine wichtige Quelle für die Persönlichkeit und Lehrtätigkeit des Tauros; er überliefert zahlreiche Episoden und Anekdoten und berichtet von heiteren Tischgesprächen. Allerdings war sein Kenntnisstand dadurch begrenzt, dass er zur Teilnahme am Philosophieunterricht für Fortgeschrittene nicht qualifiziert war. Die von Gellius wiedergegebenen Gespräche, in denen Tauros als Redender auftritt, sind zwar literarisch ausgestaltet, aber inhaltlich glaubwürdig. Ratschläge und Ermahnungen zur Charakterbildung spielten eine wichtige Rolle. Nach dem formellen Unterricht konnten beliebige Fragen gestellt werden.
Gellius hebt die Freundlichkeit und Milde seines Lehrers hervor und stellt ihn als umfassend gebildeten Gelehrten dar. Tauros verfügte über eine sehr gründliche Kenntnis der Dialoge Platons. Er beklagte den Verfall der Bildung sowie den Dilettantismus und die anmaßende Haltung vieler nur scheinbar an ernsthaftem Unterricht interessierter Personen. Gemäß der platonischen Tradition war sein Verhältnis zur Rhetorik distanziert, da er in ihr eine Ablenkung von den eigentlich philosophischen Aufgaben sah. Besonders missfiel ihm der verbreitete Mangel an philosophischer Gesinnung unter denen, die bei ihm lernen wollten. Unter anderem führte er als Beispiel für verwerfliche Oberflächlichkeit jemand an, der sich für Platons Werke nicht wegen des Inhalts interessierte, sondern weil er durch die Lektüre seine sprachliche Ausdrucksfähigkeit zu verbessern hoffte.

## Werke
Nach der Suda, einem byzantinischen Lexikon, schrieb Tauros eine Abhandlung „Über den Unterschied zwischen den Lehren Platons und denen des Aristoteles“ (Peri tēs tōn dogmátōn diaphorás Plátōnos kai Aristotélous) und eine „Über die Körper und die unkörperlichen Dinge“ (Peri sōmátōn kai asōmátōn) sowie zahlreiche weitere Werke. Aus den Angaben des Gellius geht hervor, dass er ausführliche Kommentare zu Dialogen Platons schrieb (genannt werden der Gorgias und der Timaios) und eine Schrift verfasste, in der er die Lehren der Stoa aus platonischer Sicht kritisierte und den Stoikern Widersprüche in ihrem Denken vorhielt. Ferner schrieb er in einem Werk, das nicht erhalten blieb, über den Zorn, den er als Krankheit betrachtete; unklar ist, ob es sich um eine eigens diesem Thema gewidmete Abhandlung handelte. Ein Kommentar zu Platons Politeia, als dessen Autor ein Tauros aus Sidon genannt wird, stammte aller Wahrscheinlichkeit nach von ihm. Alle seine Werke sind verloren; wörtliche Fragmente sind nur aus dem Timaioskommentar und dem Politeiakommentar erhalten.

## Lehre
Wie zahlreiche andere Platoniker war Tauros der Überzeugung, dass die Welt nicht in der Zeit entstanden, sondern ewig ist. Daher meinte er, dass der Schöpfungsbericht im Timaios nicht wörtlich, sondern metaphorisch aufzufassen ist; nur zum Zweck einer didaktischen Veranschaulichung habe Platon eine zeitlich erfolgende Weltschöpfung beschrieben. Tauros erwog verschiedene Möglichkeiten der Deutung von Platons Text in übertragenem Sinn und zählte vier nichtzeitliche Bedeutungen des Partizips genētós („geworden“) auf. Er favorisierte die Interpretation, wonach die Erschaffenheit der Welt in ihrem Prozesscharakter besteht. Demnach ist der Kosmos insofern erschaffen, als er in ständigem Wandel und somit unaufhörlich am Werden ist.
Tauros gehörte anscheinend zu den religiös gesinnten Platonikern, welche die Gegensätze zwischen Platon und Aristoteles nicht verwischen wollten und auch gegenüber den Stoikern und den Epikureern den platonischen Standpunkt mit Entschiedenheit zur Geltung brachten. Insbesondere verwarf er das stoische Ideal der Apathie (radikale Befreiung von Affekten), dem er das von Platonikern und Peripatetikern vertretene Konzept der Metriopathie (Mäßigung statt Beseitigung der Affekte) entgegensetzte. Mit seiner Kritik an der Stoa folgte er dem Beispiel Plutarchs, eines Philosophen, den er besonders schätzte und gern zitierte. Sein Verhältnis zur aristotelischen Philosophie war trotz mancher Differenzen nicht fundamental ablehnend; in seinem Unterricht verwendete er Schriften des Aristoteles. Den Epikureismus verurteilte er scharf.

## Nachwirkung
Als Persönlichkeit und Lehrer übte Tauros offenbar eine intensive Wirkung auf seine Schüler aus. Anscheinend hatte der Peripatetiker Alexander von Aphrodisias in seiner Auseinandersetzung mit nicht namentlich genannten Platonikern besonders Tauros im Auge. Im 3. Jahrhundert knüpfte der Neuplatoniker Porphyrios an Tauros’ Überlegungen zur Deutung des Schöpfungsberichts im Timaios an. Noch im 6. Jahrhundert ging der christliche Philosoph Johannes Philoponos in seiner Schrift „Über die Ewigkeit der Welt“ kritisch auf die Timaios-Kommentierung des Tauros ein. Unklar ist, ob Philoponos den Kommentar zum Timaios noch im Original zur Verfügung hatte oder auf Auszüge in späterer Literatur (besonders bei Porphyrios) angewiesen war; letzteres ist wahrscheinlicher.